# パオロ・オルランドーニ
パオロ・オルランドーニ（Paolo Orlandoni, 1972年8月12日 - ）は、イタリア・ボルツァーノ出身の元サッカー選手。ポジションはGK。

## 経歴
インテル・ミラノの下部組織出身。国内の複数のクラブを渡り歩いた後、2005年にインテルに復帰。復帰後は正GKのジュリオ・セザル、第2GKのフランチェスコ・トルド（2010年に引退し、後釜としてルカ・カステラッツィが加入）ら世界のトップクラスのGKの後ろに控える第3GKとしてチームを支えた。当初の契約は2年だったが、チームの信頼を得たことで契約延長を勝ち取り、以後は毎年1年単位で契約を更新し続けている。
40歳を迎えた2012年に現役を引退。引退後はゴールキーパーコーチを務めている。

## 所属クラブ
- インテルナツィオナーレ・ミラノ 1990-1991
- ACマントヴァ 1991-1992
- UCアルビーノレッフェ 1992-1993
- ヴィルトゥス・カザラーノ 1993-1994
- ACプロ・セスト 1994-1995
- アンコーナ・カルチョ 1995-1996
- → フォッジャ・カルチョ 1996-1997（ローン）
- SSDアチレアーレ・カルチョ1946 1997-1998
- レッジーナ・カルチョ 1998-1999
- → ボローニャFC 2000（ローン）
- SSラツィオ 2000-2001
- ピアチェンツァ・カルチョ 2001-2005
- インテルナツィオナーレ・ミラノ 2005-2012